# Leichtathletik-Länderkampf der Frauen 1968 Großbritannien – BR Deutschland
| 11. Leichtathletik-Länderkampf mit bundesdeutscher Beteiligung 1968 | 11. Leichtathletik-Länderkampf mit bundesdeutscher Beteiligung 1968 |
| ------------------------------------------------------------------- | ------------------------------------------------------------------- |
|                                                                     |                                                                     |
| Ländervergleich der Frauen; Großbritannien – BR Deutschland         |                                                                     |
| Austragungsort                                                      | London                                                              |
| Wettbewerbe                                                         | 12                                                                  |
| Datum                                                               | 2./3. August                                                        |
| 1. FRG 2. GBR                                                       | 66 Punkte 62 Punkte                                                 |
| Chronik                                                             |                                                                     |
| ← FRG-FRA (F)                                                       | FRG-Skandinavien (F) →                                              |

Im elften Vergleich des Länderkampfjahres 1968 traten die Frauen gegen Großbritannien an. Die Begegnung wurde am 3. August in London ausgetragen. Am 2. August wurden darüber hinaus die ersten drei Wettbewerbe des Fünfkampfs durchgeführt. Im Vorjahr waren die bundesdeutschen Leichtathletinnen den Britinnen auch hier in London mit einem Punkt Differenz hauchdünn unterlegen gewesen. Von den neun vorangegangenen Aufeinandertreffen gegen diese Kontrahentinnen hatte die Bundesrepublik Deutschland fünf und Großbritannien vier für sich entschieden.

## Wettbewerbe und Modus
Auf dem Programm stand neben den bei Länderkämpfen üblichen elf Disziplinen, die identisch waren mit den damals bei Olympischen Spielen angebotenen Frauenwettbewerben, als zwölfte Disziplin ein Fünfkampf. Diese Disziplin fand bei den Spielen 1968 in Mexiko-Stadt erstmals Aufnahme in den Frauenkatalog. Gewertet wurde in allen Wettbewerben nach dem Standardsystem. Im Fünfkampf durfte jede Nation drei statt zwei Athletinnen einsetzen, von denen die beiden Besten gewertet wurden. Großbritannien brachte nur zwei Teilnehmerinnen an den Start, die dann beide in die Wertung kamen.

## Ergebnis
Den Laufbereich dominierten auch in dieser Begegnung wieder die gegnerischen Leichtathletinnen. Die Britinnen entschieden vier Einzeldisziplinen für sich, drei davon mit Doppelerfolgen. Den bundesdeutschen Vertreterinnen blieb hier nur der Sieg über 80 Meter Hürden. Die Staffel ging an die Bundesrepublik Deutschland. In der Kategorie Sprung verbuchte jedes Team einen Wettbewerb für sich, Großbritannien den Hochsprung mit den Rängen eins und zwei, die Bundesrepublik den Weitsprung mit den Rängen eins und drei. Die Würfe und das Kugelstoßen wurden von den bundesdeutschen Vertreterinnen komplett beherrscht. Hier sicherten sie sich wie im vorangegangenen Länderkampf gegen Frankreich in Geretsried alle drei Disziplinen jeweils mit Doppelerfolgen. Der Fünfkampf schließlich ging auch mit einem Doppelerfolg an die bundesdeutschen Sportlerinnen. So gab es am Ende noch einen knappen bundesdeutschen Sieg mit 66 zu 62 Punkten.

## Besondere sportliche Leistung
Im Fünfkampf stellte Heide Rosendahl mit 5129 Punkten einen neuen Deutschen Rekord (DR) auf.

## Legende
Kurze Übersicht zur Bedeutung der Symbolik – so üblicherweise auch in sonstigen Veröffentlichungen verwendet:
| DR | Deutscher Rekord |

## Resultate

### 100 m
| Platz | Athletin     | Land | Zeit (s) |
| ----- | ------------ | ---- | -------- |
| 1     | Val Peat     | GBR  | 11,7     |
| 2     | Anita Neil   | GBR  | 11,7     |
| 3     | Renate Meyer | FRG  | 12,0     |
| 4     | Erika Rost   | FRG  | 12,1     |

### 200 m
| Platz | Athletin        | Land | Zeit (s) |
| ----- | --------------- | ---- | -------- |
| 1     | Lillian Board   | GBR  | 23,5     |
| 2     | Halina Herrmann | FRG  | 24,0     |
| 3     | Rita Jahn       | FRG  | 24,1     |
| 4     | Maureen Tranter | GBR  | 24,4     |

### 400 m
| Platz | Athletin       | Land | Zeit (s) |
| ----- | -------------- | ---- | -------- |
| 1     | Mary Green     | GBR  | 54,9     |
| 2     | Janet Simpson  | GBR  | 54,9     |
| 3     | Christa Czekay | FRG  | 55,1     |
| 4     | Helga Henning  | FRG  | 55,5     |

### 800 m
| Platz | Athletin      | Land | Zeit (min) |
| ----- | ------------- | ---- | ---------- |
| 1     | Pat Lowe      | GBR  | 2:06,2     |
| 2     | Joan Page     | GBR  | 2:06,7     |
| 3     | Karin Kessler | FRG  | 2:09,3     |
| 4     | Gerda Klöpfer | FRG  | 2:22,3     |

### 80 m Hürden
| Platz | Athletin           | Land | Zeit (s) |
| ----- | ------------------ | ---- | -------- |
| 1     | Inge Schell        | FRG  | 10,9     |
| 1     | Pat Pryce          | GBR  | 10,9     |
| 3     | Pat Jones          | GBR  | 11,1     |
| 4     | Helgard Zimmermann | FRG  | 11,9     |

### 4 × 100 m Staffel
| Platz | Besetzung      | Land                                              | Zeit (s) |
| ----- | -------------- | ------------------------------------------------- | -------- |
| 1     | BR Deutschland | Renate Meyer Erika Rost Halina Herrmann Rita Jahn | 45,3     |
| 2     | Großbritannien | Maureen Tranter Anita Neil Janet Simpson Val Peat | 45,6     |

### Hochsprung
| Platz | Athletin        | Land | Höhe (m) |
| ----- | --------------- | ---- | -------- |
| 1     | Dorothy Shirley | GBR  | 1,69     |
| 2     | Barbara Inkpen  | GBR  | 1,69     |
| 3     | Christel Häuser | FRG  | 1,63     |
| 4     | Charlotte Marx  | FRG  | 1,60     |

### Weitsprung
| Platz | Athletin        | Land | Weite (m) |
| ----- | --------------- | ---- | --------- |
| 1     | Heide Rosendahl | FRG  | 6,45      |
| 2     | Sheila Sherwood | GBR  | 6,43      |
| 3     | Ingrid Becker   | FRG  | 6,31      |
| 4     | Maureen Barton  | GBR  | 6,22      |

### Kugelstoßen
| Platz | Athletin          | Land | Weite (m) |
| ----- | ----------------- | ---- | --------- |
| 1     | Marlene Fuchs     | FRG  | 17,05     |
| 2     | Liesel Westermann | FRG  | 15,06     |
| 3     | Brenda Bedford    | GBR  | 14,46     |
| 4     | Mary Peters       | GBR  | 13,92     |

### Diskuswurf
| Platz | Athletin           | Land | Weite (m) |
| ----- | ------------------ | ---- | --------- |
| 1     | Liesel Westermann  | FRG  | 57,76     |
| 2     | Brigitte Berendonk | FRG  | 51,32     |
| 3     | Rosemary Payne     | GBR  | 46,90     |
| 4     | Brenda Bedford     | GBR  | 46,36     |

### Speerwurf
| Platz | Athletin      | Land | Weite (m) |
| ----- | ------------- | ---- | --------- |
| 1     | Ameli Koloska | FRG  | 55,84     |
| 2     | Almut Brömmel | FRG  | 52,08     |
| 3     | Anne Farquar  | GBR  | 47,38     |
| 4     | Pru French    | GBR  | 40,61     |

### Fünfkampf
| Platz | Name            | Nation | Punkte  | 80 m Hürden | Kugel- stoßen | Hoch- sprung | Weit- sprung | 200 m  |
| ----- | --------------- | ------ | ------- | ----------- | ------------- | ------------ | ------------ | ------ |
| 1     | Heide Rosendahl | FRG    | 5129 DR | 10,9 s      | 14,01 m       | 1,64 m       | 6,45 m       | 24,2 s |
| 2     | Ingrid Becker   | FRG    | 4923000 | 11,1 s      | 11,42 m       | 1,67 m       | 6,17 m       | 23,9 s |
| 3     | Anne Wilson     | GBR    | 4799000 | 11,0 s      | 10,75 m       | 1,64 m       | 6,32 m       | 24,9 s |
| 4     | Mary Peters     | GBR    | 4740000 | 11,2 s      | 14,99 m       | 1,57 m       | 5,73 m       | 26,0 s |
| 5     | Manon Bornholdt | FRG    | 4598000 | 11,3 s      | 11,38 m       | 1,57 m       | 6,01 m       | 25,5 s |